# Helmut Oblinger
Helmut Oblinger (Schärding, 14 de marzo de 1973) es un deportista austríaco que compitió en piragüismo en la modalidad de eslalon. Su esposa, Violetta Peters, compitió en el mismo deporte.
Ganó una medalla de bronce en el Campeonato Mundial de Piragüismo en Eslalon de 2003 y cuatro medallas en el Campeonato Europeo de Piragüismo en Eslalon entre los años 1996 y 2012.
Participó en cinco Juegos Olímpicos de Verano, entre los años 1996 y 2012, ocupando el cuarto lugar en Sídney 2000, el séptimo en Pekín 2008 y el octavo en Londres 2012, en la prueba de K1.

## Palmarés internacional
| Campeonato Mundial | Campeonato Mundial      | Campeonato Mundial | Campeonato Mundial |
| Año                | Lugar                   | Medalla            | Competición        |
| ------------------ | ----------------------- | ------------------ | ------------------ |
| 2003               | Augsburgo (Alemania)    | Medalla de bronce  | K1 individual      |
| Campeonato Europeo |                         |                    |                    |
| Año                | Lugar                   | Medalla            | Competición        |
| 1996               | Augsburgo (Alemania)    | Medalla de bronce  | K1 por equipos     |
| 2002               | Bratislava (Eslovaquia) | Medalla de plata   | K1 individual      |
| 2005               | Tacen (Eslovenia)       | Medalla de oro     | K1 individual      |
| 2012               | Augsburgo (Alemania)    | Medalla de bronce  | K1 por equipos     |